# Conjecture d'Elliott-Halberstam
En théorie des nombres, la conjecture d'Elliott-Halberstam concerne la distribution des nombres premiers dans les progressions arithmétiques. Elle a beaucoup d'applications en théorie des cribles. Elle a été énoncée par Peter D. T. A. Elliott et Heini Halberstam en 1968.

## Notations
Énoncer la conjecture nécessite quelques notations. On désigne usuellement par π(x) le nombre de nombres premiers inférieurs ou égaux à x. Si q est un entier strictement positif et a est premier avec q, notons π(x; q, a) le nombre de nombres premiers inférieurs ou égaux à x qui sont congrus à a modulo q. D'après le théorème de la progression arithmétique, lorsque a est premier avec q, on a :
{\displaystyle \pi (x;q,a)\sim {\frac {\pi (x)}{\varphi (q)}}\ \ (x\rightarrow \infty ).}
On définit alors la fonction d'erreur
{\displaystyle E(x;q)=\max _{(a,q)=1}\left|\pi (x;q,a)-{\frac {\pi (x)}{\varphi (q)}}\right|}
où le max est pris sur tous les a premiers avec q.

## Énoncé
La conjecture d'Elliott-Halberstam est l'assertion que pour tout 0 < θ < 1 et tout A > 0, il existe une constante C , telle que pour tout x ≥ 2 :
La conjecture d'Elliott Haltberstam pour une valeur de θ est notée EH [ θ ].

## Avancées
Pour le cas limite θ = 1, on sait que cette assertion EH [ 1 ] est fausse.
Pour les θ < 1⁄2, la conjecture EH [ θ ] a été démontrée dans les années 1960 par Enrico Bombieri et Askold Ivanovitch Vinogradov : c'est le théorème de Bombieri-Vinogradov ; ce résultat est déjà tout à fait utile, étant une forme moyennée de l'hypothèse de Riemann généralisée.

## Conséquences de la conjecture
La conjecture d'Elliott-Halberstam aurait, si elle était démontrée pour θ < 1, plusieurs conséquences frappantes. L'une d'elles est le résultat de Daniel Goldston, János Pintz et Cem Yıldırım,,, qui montre qu'il existerait alors une infinité de paires de nombres premiers qui diffèrent d'au plus 16. Maynard  a montré en décembre 2013 que sous la même hypothèse, il existerait alors une infinité de paires de nombres premiers qui diffèrent d'au plus 12. En 2014, le projet Polymath a montré qu'en supposant une version généralisée de  EH [ θ ], pour 0 < θ < 1, l'écart pourrait être ramené à 6.